# Tachikawa Ki-54
Il Tachikawa Ki-54 (立川 キ54?, Tachikawa ), indicato anche Aereo per l'Esercito Tipo 1 (一式双発高等練習機?) in base alle convenzioni allora vigenti, e al quale, nella sua versione da trasporto Ki-54c venne assegnato dagli alleati il nome in codice Hickory, fu un aereo da addestramento bimotore, monoplano ad ala bassa sviluppato dall'azienda aeronautica giapponese Tachikawa Hikōki KK nei tardi anni trenta
Entrato in linea nei primi anni quaranta, venne impiegato principalmente dal Dai-Nippon Teikoku Rikugun Kōkū Hombu, la componente aerea dell'Esercito imperiale giapponese, durante la seconda guerra mondiale, mentre alcuni esemplari, tra le ultime fasi del conflitto e dopo il suo termine, vennero catturati ed utilizzati da forze alleate in Cina e Indocina.

## Storia del progetto
Nei tardi anni trenta il Kōkū Hombu, l'allora ministero dell'aviazione del Giappone, emise una specifica per la fornitura di un nuovo modello adatto alla formazione basica ed avanzata degli equipaggi destinati ai bombardieri: piloti, operatori radio, navigatori, puntatori e mitraglieri di bordo. Le prestazioni espresse e le caratteristiche di volo dovevano essere simili ai bombardieri medi in servizio in Giappone nel periodo. A questo scopo nel 1939 venne contattata la Tachikawa, affidando la progettazione e lo sviluppo di un aereo adatto allo scopo al gruppo di lavoro diretto dal capo progettista Ryokichi Endo.
L'ufficio tecnico elaborò il disegno relativo ad un velivolo bimotore monoplano ad ala bassa dotato di carrello d'atterraggio retrattile la cui propulsione era affidata ad una coppia di motori radiali Hitachi Ha-13a da 510 hp (380 kW) ciascuno, abbinati ad eliche a passo variabile tipo Hamilton.
Il prototipo, al quale venne assegnata la designazione Ki-54, venne portato in volo per la prima volta nell'estate 1940 e dopo le prime prove, che servirono a correggere una iniziale tendenza a puntare il naso verso il basso in fase di atterraggio, venne valutato positivamente dalla commissione dell'Esercito imperiale che gli assegnò la designazione ufficiale "Aereo da addestramento avanzato per l'Esercito Tipo 1 Modello A", o da diversa convenzione Ki-54a, ed avviato alla produzione in serie nel 1941.
Il primo lotto di fornitura fu relativo a velivoli attrezzati per l'addestramento avanzato dei piloti della Dai-Nippon Teikoku Rikugun Kōkū Hombu, la componente aerea dell'Esercito imperiale giapponese, mentre il secondo, indicato come "Aereo da addestramento alle operazioni per l'Esercito Tipo 1 Modello B", o Ki-54b, era destinato alla formazione dell'intero equipaggio, equipaggiato con la strumentazione completa tipica dei bombardieri ed armamento consistente in quattro mitragliatrici Type 89 calibro 7,7 mm camerate per il munizionamento 7,7 × 58 mm Arisaka. Quest'ultima versione fu l'addestratore standard per gli allievi piloti delle scuole di volo destinati ai velivoli bimotore e quella prodotta nel maggior numero di unità.

## Versioni
Ki-54a
versione militare da addestramento piloti priva di armamento.
Ki-54b
versione militare armata da addestramento equipaggi.
Ki-54c
versione militare da trasporto leggero e da collegamento, impiegata anche in ambito civile con la designazione Y-59.
Ki-54d
versione militare da pattugliamento marittimo e lotta antisommergibile, equipaggiata con 8 bombe di profondità da 60 kg.
Ki-110
prototipo, variante di costruzione interamente lignea del Ki-54c, un esemplare costruito distrutto in un bombardamento statunitense.
Ki-111
solo progetto, versione aerocisterna prevista ma mai costruita.
Ki-114
solo progetto, versione aerocisterna di costruzione interamente lignea prevista ma mai costruita.

## Utilizzatori
Cina
- Zhongguo Renmin Jiefangjun Haijun Hangkongbing

4 esemplari catturati dopo la guerra ed usati come aerei da addestramento fino al loro ritiro nei primi anni cinquanta
 Cina nazionalista
Chung-Hua Min-Kuo K'ung-Chün
 Giappone
- Dai-Nippon Teikoku Rikugun Kōkū Hombu

 Indocina francese
- Armée de l'air

 Manciukuò
- Dai-Manshū Teikoku Kūgun

 Regno Unito
- Royal Air Force

### Pubblicazioni
- Tullio Marcon, Le denominazioni dei velivoli giapponesi, in Storia Militare, VIII, n. 81, Parma, Albertelli Edizioni Speciali srl, giugno 2000.